# Campeonato Sub-20 de la OFC 2014
El Campeonato Sub-20 de la OFC 2014 fue la vigésima edición de dicho torneo y la primera desde que se disputa con selecciones sub-19 y no sub-20, como se hizo desde 1974, año en el que comenzó la competición. Tuvo lugar entre el 23 y el 31 de mayo en Fiyi, mismo país que organizó la edición anterior. El organizador, Fiyi se proclamó campeón y clasificó a la Copa Mundial Sub-20 de 2015 que se llevó a cabo en Nueva Zelanda.
Contó con las participaciones de las selecciones de Fiyi, Islas Salomón, Nueva Caledonia, Papúa Nueva Guinea, Samoa Americana y Vanuatu. Como principal ausencia apareció Nueva Zelanda, que al ya estar clasificada a la Copa del Mundo por ser anfitrión no tomó parte de las eliminatorias.

## Equipos participantes
| Fiyi               | Islas Salomón   | Nueva Caledonia |
| Papúa Nueva Guinea | Samoa Americana | Vanuatu         |

## Clasificación
| Selección          | Pts | PJ | PG | PE | PP | GF | GC | Dif |
| ------------------ | --- | -- | -- | -- | -- | -- | -- | --- |
| Fiyi               | 13  | 5  | 4  | 1  | 0  | 13 | 3  | 10  |
| Vanuatu            | 11  | 5  | 3  | 2  | 0  | 11 | 4  | 7   |
| Nueva Caledonia    | 9   | 5  | 3  | 0  | 2  | 17 | 5  | 12  |
| Islas Salomón      | 4   | 5  | 1  | 1  | 3  | 7  | 7  | 0   |
| Papúa Nueva Guinea | 4   | 5  | 1  | 1  | 3  | 6  | 13 | -7  |
| Samoa Americana    | 1   | 5  | 0  | 1  | 4  | 1  | 23 | -22 |

## Resultados
| 23 de mayo de 2014 | Samoa Americana | 0:4 (0:4) | Fiyi                                                 | ANZ Stadium, Suva       |                         |
|                    |                 | Reporte   | Waqa 15' · Dreola 24' · Tuinuva 30' · Naibenia 45+3' | Árbitro(s): Albert Maru | Árbitro(s): Albert Maru |

| 23 de mayo de 2014 | Vanuatu  | 1:0 (0:0) | Nueva Caledonia | ANZ Stadium, Suva       |                         |
|                    | Koka 66' | Reporte   |                 | Árbitro(s): Nelson Sogo | Árbitro(s): Nelson Sogo |

| 23 de mayo de 2014 | Islas Salomón | 0:2 (0:1) | Papúa Nueva Guinea  | ANZ Stadium, Suva           |                             |
|                    |               | Reporte   | Yagas 10' · Bob 51' | Árbitro(s): Ravitesh Behari | Árbitro(s): Ravitesh Behari |

| 25 de mayo de 2014 | Islas Salomón | 0:0     | Vanuatu | ANZ Stadium, Suva          |                            |
|                    |               | Reporte |         | Árbitro(s): Averii Jacques | Árbitro(s): Averii Jacques |

| 25 de mayo de 2014 | Papúa Nueva Guinea | 1:1 (0:1) | Samoa Americana | ANZ Stadium, Suva       |                         |
|                    | Simongi 58'        | Reporte   | Tua 45+3'       | Árbitro(s): George Time | Árbitro(s): George Time |

| 25 de mayo de 2014 | Fiyi                      | 2:0 (0:0) | Nueva Caledonia | ANZ Stadium, Suva          |                            |
|                    | Nabenia 47' · Tuinuva 65' | Reporte   |                 | Árbitro(s): Robinson Banga | Árbitro(s): Robinson Banga |

| 27 de mayo de 2014 | Fiyi                            | 3:0 (1:0) | Papúa Nueva Guinea | ANZ Stadium, Suva        |                          |
|                    | Sahib 43' · Toma 55' · Waqa 76' | Reporte   |                    | Árbitro(s): Bruce George | Árbitro(s): Bruce George |

| 27 de mayo de 2014 | Nueva Caledonia                          | 3:1 (1:0) | Islas Salomón | ANZ Stadium, Suva       |                         |
|                    | Oiremoin 12' · Athale 81' · Nyikeine 89' | Reporte   | Kaua 66'      | Árbitro(s): Albert Maru | Árbitro(s): Albert Maru |

| 27 de mayo de 2014 | Samoa Americana | 0:4 (0:2) | Vanuatu                          | ANZ Stadium, Suva |  |
|                    |                 | Reporte   | Kalsong 14' 55' 68' · Saniel 41' |                   |  |

| 29 de mayo de 2014 | Islas Salomón                                           | 5:0 (2:0) | Samoa Americana | ANZ Stadium, Suva        |                          |
|                    | Bakale 22' · Kaua 35' (pen.) 47' 77' · Rongosulia 90+2' | Reporte   |                 | Árbitro(s): Bruce George | Árbitro(s): Bruce George |

| 29 de mayo de 2014 | Vanuatu              | 2:2 (1:2) | Fiyi                   | ANZ Stadium, Suva          |                            |
|                    | Kalo 22' · Iawak 57' | Reporte   | Chand 25' · Dreola 40' | Árbitro(s): Averii Jacques | Árbitro(s): Averii Jacques |

| 29 de mayo de 2014 | Papúa Nueva Guinea | 1:5 (0:2) | Nueva Caledonia                                                    | ANZ Stadium, Suva          |                            |
|                    | Awele 81'          | Reporte   | Waru 7' · Athale 41' · Nemia 53' · Partodikromo 72' · Nyikeine 79' | Árbitro(s): Robinson Banga | Árbitro(s): Robinson Banga |

| 31 de mayo de 2014 | Nueva Caledonia                                                                      | 9:0 (4:0) | Samoa Americana | ANZ Stadium, Suva       |                         |
|                    | Wathiepel 9' 34' · Jalabert 23' · Nyikeine 38' 50' · Oiremoin 68' 74' 85' · Ouka 77' | Reporte   |                 | Árbitro(s): Nelson Sogo | Árbitro(s): Nelson Sogo |

| 31 de mayo de 2014 | Papúa Nueva Guinea            | 2:4 (1:1) | Vanuatu                             | ANZ Stadium, Suva       |                         |
|                    | Dona 15' (a.g.) · Simongi 62' | Reporte   | Kalsong 42' 63' · Kaltack 89' 90+3' | Árbitro(s): George Time | Árbitro(s): George Time |

| 31 de mayo de 2014 | Fiyi                  | 2:1 (2:1) | Islas Salomón | ANZ Stadium, Suva       |                         |
|                    | Chand 26' · Naidu 28' | Reporte   | Kaua 9'       | Árbitro(s): Albert Maru | Árbitro(s): Albert Maru |

## Campeón
| Bandera de Fiyi         |
| Campeón Fiyi 1.º título |

## Clasificados a laCopa Mundial de Fútbol Sub-20 de 2015
| Bandera de Nueva Zelanda | Bandera de Fiyi |
| Nueva Zelanda            | Fiyi            |
| ------------------------ | --------------- |

## Estadísticas

### Goleadores
| Jugador           | Selección       | Goles |
| ----------------- | --------------- | ----- |
| Atkin Kaua        | Islas Salomón   | 5     |
| Gersom Kalsong    | Vanuatu         | 5     |
| Raphael Oiremoin  | Nueva Caledonia | 4     |
| Valentin Nyikeine | Nueva Caledonia | 3     |